# Bataille de Hokuetsu
Guerre de Boshin
La bataille de Hokuetsu (北越戦争, Hokuetsu senso) est une bataille de la guerre de Boshin qui s'est déroulée en 1868 dans le nord-ouest du Japon, dans l'actuelle préfecture de Niigata.

## Contexte
La guerre de Boshin a éclaté en 1868 entre les troupes impériales et celles du Shogunat Tokugawa. Le nouveau gouvernement de Meiji a défait les forces du Shogun Yoshinobu Tokugawa à la bataille de Toba-Fushimi, et a ensuite divisé les siennes en trois armées pour avancer sur la capitale du shogun, Edo (Voir l'article sur la chute d'Edo). L'armée impériale se dirigea alors vers le nord en longeant la côte de la mer du Japon sous le commandement de Aritomo Yamagata et Kiyotaka Kuroda.

## La bataille
Tadakuni Makino, le daimyo de Nagaoka, dans la province d'Echigo (aujourd'hui préfecture de Niigata) était un partisan du Shogunat Tokugawa et refusa de se soumettre au nouveau gouvernement, même après la prise du château d'Edo par les armées impériales. Avec l'aide de deux hommes d'affaires prussiens (les frères Edward et Henry Schnell) en tant que conseillers militaires, il acheta deux Gatling (il n'en existait à l'époque qu'une seule autre dans tout le Japon), 2 000 fusils français, et divers autres armements. 
Le 4 mai 1868, Nagaoka adhéra à l'« alliance du Nord » (Ōuetsu Reppan Dōmei) contre le gouvernement impérial. L'armée impériale avait l'intention de s'emparer du port de Niigata pour faciliter l'approvisionnement en armes et en troupes dans la campagne contre Aizu et Shōnai, les deux centres principaux de la révolte.
Dans la campagne suivante, les troupes impériales ont enregistré de lourdes pertes sur terre, dues surtout aux Gatling de Nagaoka. Dans l'intervalle, une petite unité commando a atteint le château de Nagaoka par la mer et y a mis le feu. Le château est tombé le 8 juillet 1868. Une action secondaire s'est produite deux mois plus tard, lorsque des troupes survivantes de Nagaoka, ainsi que des troupes d'Aizu, sont parvenues à reprendre le château le 10 septembre, jetant les forces impériales dans le désarroi. Cependant, les attaquants ont eu à dénombrer beaucoup de victimes, dont leur chef Tsugunosuke Kawai, blessé pendant la bataille et mort plus tard à Aizu de la gangrène. Le château a été repris par les troupes impériales le 15 septembre.

## Conséquences
La bataille de Hokuetsu a marqué la dernière résistance au nouveau gouvernement de Meiji sur la côte de la mer du Japon et a isolé le centre restant de la résistance : Aizu. Après une tentative infructueuse d'arrêter la progression des armées impériales à la bataille de la passe de Bonari, la bataille décisive suivante de la guerre de Boshin fut la bataille d'Aizu.

## Source de la traduction
- (en) Cet article est partiellement ou en totalité issu de l’article de Wikipédia en anglais intitulé « Battle of Hokuetsu » (voir la liste des auteurs).